# Huelga sindical en Costa Rica de 2018
La huelga sindical en Costa Rica de 2018 fue un conflicto de índole civil que aconteció en el país centroamericano durante 93 días, luego que los gremios sindicales se declararon en huelga indefinida en contra del proyecto de reforma fiscal impulsado por el Poder Ejecutivo en la Asamblea Legislativa.
El movimiento de protesta arrancó el 10 de septiembre del 2018 y culminó el 11 de diciembre de ese mismo año, cuando los sindicatos del Poder Judicial (únicos que se mantenían en huelga para esa fecha) depusieron el movimiento. 
Lo extenso de la huelga causó severas afectaciones en la prestación de servicios en centros médicos, escuelas, colegios, universidades, distribución de combustibles, juicios, audiencias y otros procesos judiciales e interrumpió el paso por importantes rutas nacionales.
La huelga se constituyó como el conflicto social más largo de la historia de Costa Rica, superando la huelga general del año 2000 contra el "Combo del ICE". 
La magnitud y duración del movimiento produjo una contracción en el crecimiento del PIB nominal del país de 0,4 puntos porcentuales, generó 138.700 millones de colones en pérdidas y desató un debate nacional sobre los alcances y limitaciones al derecho de huelga, debido a que los tribunales de justicia tardaron considerablemente en emitir las sentencias que calificaban como legal o ilegal las distintas protestas en las diferentes instituciones estatales. 
La huelga también registró hechos de violencia, enfrenamientos entre policías y huelguistas, atentados a infraestructura y edificios estatales, incluida la Refinadora Costarricense de Petróleo y el Ministerio de Hacienda, así como una agresión en plena vía pública al Presidente de la República, Carlos Alvarado Quesada. 

## Antecedentes
El gobierno de Luis Guillermo Solís Rivera presentó a la Asamblea Legislativa el 9 de noviembre del 2017 el proyecto denominado "Ley de Fortalecimiento de las Finanzas Públicas", el cual transformaba el Impuesto sobre las Ventas del 13% a un Impuesto al Valor Agregado (IVA) del 15%, incluida una tarifa reducida del 5% y un impuesto del 4% para los servicios de salud y educación privados.
La iniciativa también introducía reformas en materia de Impuesto sobre la Renta para regular lo relativo a los ingresos generados por las rentas pasivas del capital, gravándolas con un impuesto de 15%. También excluía como gastos no deducibles del impuesto bruto a pagar, los gastos de operaciones realizadas con personas o entidades residentes en países o territorios calificados por la Administración Tributaria como paraísos fiscales o jurisdicciones no cooperantes.
El proyecto empezó a ser tramitado en el Congreso y el 28 de febrero del 2018 los diputados aprobaron con 39 votos a favor y ninguno en contra un trámite especial y rápido autorizado por el artículo 208 bis del Reglamento de la Asamblea Legislativa, el cual permite acortar tiempos de tramitación para proyectos que no requieren la mayoría calificada de 38 votos para ser aprobados.
La aprobación de la vía rápida sacó el proyecto del trámite de la Comisión de Asuntos Hacendarios y en su lugar, se conformó una comisión especial dedicada única y exclusivamente al análisis de ese proyecto hasta su trámite final. Pese a esa medida, el proyecto recibió centenares de mociones por parte de diputados de la oposición, los cuales impidieron que pudiera ser votado durante la administración Solís Rivera.  
Tras ganar las elecciones presidenciales de abril de 2018 en segunda vuelta, Carlos Alvarado Quesada pidió al Congreso continuar tramitando la reforma fiscal. Los nuevos diputados, que asumieron el 1 de mayo de 2018, modificaron el procedimiento 208 bis para habilitar nuevamente el espacio para presentación de mociones (propuestas de modificación al texto), no sin antes hacer que la ministra de Hacienda, Rocío Aguilar Montoya, compareciera ante el Plenario de la Asamblea Legislativa en una sesión de control político para defender los planes del gobierno en materia de control del gasto público, aumento de la recaudación y para defender la necesidad del proyecto.  
El inicio de la huelga coincidió con la llegada del texto del proyecto de Ley al Plenario para la discusión y votación en dos debates que demanda la Constitución Política de Costa Rica para las iniciativas de tipo ordinario.  
El procedimiento establecía que las mociones de reiteración (mociones que reiteraban en Plenario una moción de fondo rechazada en Comisión) debían ser conocidas por los diputados en la Cámara de Diputados. En total se reiteraron 373 mociones, todas votadas entre el 1 de octubre y el 4 de octubre del 2018 para finalmente dar paso a la discusión por el fondo en primer debate. 
El 5 de octubre de 2018, 35 de los 57 diputados presentes aprobaron en primer debate el proyecto de ley. Inmediatamente la presidenta del Congreso, Carolina Hidalgo Herrera, ordenó la publicación del texto actualizado en el Diario Oficial, así como consultarlo a diversas instituciones y organizaciones, incluido el pleno de magistrados de la Corte Suprema de Justicia. Durante el tiempo de las consultas, el proyecto permaneció congelado en su trámite. Sin embargo, la huelga continuó de manera ininterrumpida.  
El 16 de octubre del 2018, 11 de los 22 magistrados de la Corte Plena determinaron que el plan fiscal afectaba la organización y funcionamiento del Poder Judicial y que se oponían a él, por lo que demandaban que el proyecto se aprobara con un mínimo de 38 votos, según el artículo 97 de la Constitución Política.
El 23 de noviembre del 2018, tras la sesión más larga de la historia de la Sala Constitucional, los magistrados determinaron por unanimidad que el proyecto fiscal no tenía errores de procedimiento, disposiciones que violentaran la Constitución ni que afectara la organización y el funcionamiento del Poder Judicial, por lo que no se requerían los 38 votos mínimos para la aprobación del proyecto.

## Daños a la Refinadora Costarricense de Petróleo
El 11 de septiembre del 2018, efectivos de la Fuerza Pública de Costa Rica capturaron in fraganti a un trabajador de la Refinadora Costarricense de Petróleo (RECOPE), identificado como Carlos Andrés Pérez Sánchez, saboteando válvulas de una esfera de almacenamiento de gas licuado de petróleo en las instalaciones de la empresa estatal en Moín, provincia de Limón. El sujeto fue puesto a las órdenes de la Fiscalía de Flagrancia de Limón para su juzgamiento.
Durante el juicio, el Tribunal Penal tuvo por probado que Pérez Sánchez dañó las válvulas de las tuberías que alimentaban una esfera de almacenamiento de gas, al momento en que dos barcos estaban inyectando Gas Licuado de Petróleo (GLP). Testigos expertos aportados por el Estado afirmaron que el hecho delictivo pudo haber generado una explosión equivalente a una pequeña bomba atómica, cuya onda expansiva habría llegado a la localidad de Matina, ubicada a 30 kilómetros de las instalaciones de RECOPE.
El Estado alegó que el crimen le generó un daño económico a RECOPE superior a 15,5 millones de colones ($25.000 aproximadamente) por las tuberías que debieron ser reparadas y las indemnizaciones que se pagaron a los barcos que vieron alterados sus itinerarios a raíz de la emergencia suscitada.
Tras las deliberaciones, un juez penal condenó a Pérez Sánchez a dos años de prisión, sin derecho a libertad condicional y le impuso seis meses de cárcel preventiva mientras el fallo judicial adquiría firmeza. Debido a que en Costa Rica las penas inferiores a cuatro años no suelen ser privativas de libertad, agrupaciones sindicales consideraron que el fallo fue excesivo, violatorio de los derechos humanos, del Estado de Derecho y calificaron a Pérez como un "preso político".
La Sala Constitucional de la Corte Suprema de Justicia rechazó el 21 de diciembre del 2018 un recurso de habeas corpus presentado por la defensa de Pérez Sánchez. Los magistrados concluyeron que lo decidido por el juez estaba sustentado en que el funcionario podía volver a cometer el delito, dado el grado de conocimiento que tiene de las instalaciones.

## Atentado al Ministerio de Hacienda
El 29 de noviembre del 2018 a las 22:10 horas el edificio principal del Ministerio de Hacienda, ubicado en el casco metropolitano de San José, fue atacado con dos bombas tipo mólotov, las cuales impactaron en las afueras de la caseta del guarda de seguridad ocasionando daños a las verjas, ventanas y vidrios, pero sin desencadenar un incendio de gran magnitud. 
El ataque fue confirmado al día siguiente por el Ministerio de Seguridad Pública. Su jerarca, Michael Soto, calificó el hecho como "un acto cobarde de una persona con rasgos psicopáticos".
Soto confirmó que junto con el lanzamiento de las bombas el responsable también dejó una nota impresa con el siguiente mensaje:

Nos organizamos, y le informamos a los poderes de este país, que no estamos derrotadxs, que vamos a seguir luchando, vamos a seguir accionando, de las formas que sea necesario, para recordarles que ustedes tienen tomados a todos los poderes e instituciones del país, pero nosotros tenemos tomadas las calles y cada espacio público. Somos muchxs y estamos por todas partes, llevamos un solo rostro, el del pueblo.

NO AL COMBO FISCAL

QUE LA CRISIS LA PAGUEN LXS RICXS
Atacante

## Declaratorias de legalidad e ilegalidad
Desde el día uno del movimiento de huelga, el Gobierno de Carlos Alvarado empezó a presentar solicitudes para que el movimiento fuera declarado ilegal en cada una de las instituciones que habían reportado ausencia de trabajadores y afectación en la prestación de servicios. 
En el caso de las instituciones del Gobierno Central las solicitudes eran planteadas por la Procuraduría General de la República, en su calidad de abogado del Estado, mientras que en las empresas estatales e instituciones descentralizadas correspondía a su jerarca plantear la solicitud de declaratoria de ilegalidad de la huelga ante los tribunales.
| Fuente: Sistema de Gestión en Línea del Poder Judicial de Costa Rica                                                | Fuente: Sistema de Gestión en Línea del Poder Judicial de Costa Rica | Fuente: Sistema de Gestión en Línea del Poder Judicial de Costa Rica |
| Institución | Veredicto de primera instancia                                       | Veredicto de segunda instancia                                       |
| --- | -------------------------------------------------------------------- | -------------------------------------------------------------------- |
| Ministerio de Educación Pública Expediente: 18-001838-0166-LA                                                       | 9 de octubre de 2018 Ilegal (anulada)                                | 20 de febrero de 2019 Legal (en firme)                               |
| Ministerio de Educación Pública Expediente: 18-001838-0166-LA                                                       | 28 de noviembre de 2018 Ilegal (apelada)                             | 20 de febrero de 2019 Legal (en firme)                               |
| Ministerio de Agricultura y Ganadería Expediente: 18-001851-0166-LA                                                 | 5 de octubre de 2018 Ilegal (apelada)                                | 8 de noviembre de 2018 Legal (en firme)                              |
| Consejo Nacional de la Producción Expediente: 18-002087-0173-LA                                                     | 22 de septiembre de 2018 Ilegal (anulada)                            | Pendiente                                                            |
| Consejo Nacional de la Producción Expediente: 18-002087-0173-LA                                                     | 20 de diciembre de 2018 Ilegal (anulada)                             | Pendiente                                                            |
| Ministerio de Justicia y Paz Expediente: 18-001839-0166-LA                                                          | 24 de octubre de 2018 Ilegal (anulada)                               | 27 de junio de 2019 Ilegal (en firme)                                |
| Ministerio de Vivienda Expediente: 18-001841-0166-LA                                                                | 3 de octubre de 2018 Ilegal (anulada)                                | Pendiente                                                            |
| Ministerio de Obras Públicas y Transportes Expediente: 18-001846-0166-LA                                            | 12 de noviembre de 2018 Ilegal (anulada)                             | Pendiente                                                            |
| Refinadora Costarricense de Petróleo Expediente: 18-001835-0166-LA                                                  | 28 de septiembre de 2018 Ilegal (anulada)                            | 6 de noviembre de 2018 Legal (enviada a casación)                    |
| Caja Costarricense del Seguro Social Expediente: 18-002813-1178-LA                                                  | 10 de septiembre de 2018 Ilegal (anulada)                            | Pendiente                                                            |
| Instituto Costarricense de Electricidad Expediente: 18-002053-0173-LA                                               | 8 de octubre de 2018 Ilegal (apelada)                                | Pendiente                                                            |
| Acueductos y Alcantarillados Expediente: 18-001843-0166-LA                                                          | 4 de octubre de 2018 Legal (apelada)                                 | Pendiente                                                            |
| Poder Judicial Expediente: 18-001908-0166-LA                                                                        | 9 de noviembre de 2018 Legal (apelada)                               | 19 de diciembre de 2018 Legal                                        |
| Asamblea Legislativa Expediente: 18-001838-0166-LA                                                                  |                                                                      |                                                                      |
| Junta de Administración Portuaria y de Desarrollo Económico de la Vertiente Atlántica Expediente: 18-001849-0166-LA | 26 de septiembre de 2018 Ilegal (apelada)                            | 19 de noviembre de 2018 Ilegal                                       |
| Correos de Costa Rica Expediente: 18-002814-1178-LA                                                                 | 27 de septiembre de 2018 Ilegal (en firme)                           | No aplica                                                            |
| Sistema Nacional de Radio y Televisión Expediente: 18-002052-0173-LA                                                | 1 de octubre de 2018 Ilegal (apelada)                                | 3 de noviembre de 2018 Ilegal                                        |
| Patronato Nacional de la Infancia Expediente: 18-002817-1178-LA                                                     | 4 de octubre de 2018 Ilegal (apelada)                                | Pendiente                                                            |
| Radiográfica Costarricense Sociedad Anónima Expediente: 18-002054-0173-LA                                           | 10 de octubre de 2018 Ilegal (en firme)                              | No aplica                                                            |
| Comisión Nacional de Emergencias Expediente: 18-002819-1178-LA                                                      | 25 de septiembre de 2018 Ilegal (en firme)                           | No aplica                                                            |
| Compañía Nacional de Fuerza y Luz Expediente: 18-002058-0173-LA                                                     | 16 de octubre de 2018 Ilegal (apelada)                               | Pendiente                                                            |
| Junta de Protección Social Expediente: 18-002820-1178-LA                                                            | 26 de septiembre de 2018 Ilegal (apelada)                            | Pendiente                                                            |
| Banco Central de Costa Rica Expediente: 18-002062-0173-LA                                                           | 26 de septiembre de 2018 Ilegal (apelada)                            | Pendiente                                                            |
| Municipalidad de San José Expediente: 18-002824-1178-LA                                                             | Pendiente                                                            |                                                                      |
| Municipalidad de Santa Ana Expediente: 18-002846-1178-LA                                                            | 25 de septiembre de 2018 Ilegal (apelada)                            | Pendiente                                                            |
| Municipalidad de Curridabat Expediente: 18-001845-0166-LA                                                           | 30 de octubre de 2018 Ilegal (anulada)                               | Pendiente                                                            |
| Instituto Nacional de Aprendizaje Expediente: 18-002064-0173-LA                                                     | 8 de octubre de 2018 Ilegal (en firme)                               | No aplica                                                            |
| Instituto Mixto de Ayuda Social Expediente: 18-002835-1178-LA                                                       | 27 de septiembre de 2018 Ilegal (apelada)                            | Pendiente                                                            |
| Imprenta Nacional Expediente: 18-002065-0173-LA                                                                     | 25 de noviembre de 2018 Ilegal (apelada)                             | Pendiente                                                            |
| Patronato Nacional de Rehabilitación Expediente: 18-002096-0173-LA                                                  | 2 de octubre de 2018 Ilegal (apelada)                                | Pendiente                                                            |
| Instituto de Desarrollo Rural Expediente: 18-001834-0166-LA                                                         | 29 de octubre de 2018 Ilegal (apelada)                               | Pendiente                                                            |
| Ministerio de Salud Expediente: 18-001842-0166-LA                                                                   | 16 de noviembre de 2018 Ilegal (anulada)                             | Pendiente                                                            |
| Instituto contra el Alcoholismo y la Farmacodependencia Expediente: 18-001850-0166-LA                               | 27 de septiembre de 2018 Legal (apelada)                             | 15 de enero de 2019 Legal                                            |
| Centros de Educación y Nutrición y de Centros Infantiles de Atención Integral Expediente: 18-001877-0166-LA         | Pendiente                                                            |                                                                      |